# Сумська обласна організація НСПУ
Сумська обласна організація Національної спілки письменників України

## Історія
Створена 14 червня 1985 року. Перереєстрована у 2023 році.
На той час вона налічувала у своєму складі 8 осіб: Євген Васильченко, Анатолій Гризун, Олександр Маландій, Юрій Назаренко, Павло Охріменко, Олексій Столбін, Леонід Стрельник, Василь Чубур. Згодом були прийняті Олексій Кустенко, Микола Данько, Микола Гриценко, Олександр Вертіль, Григорій Єлишевич, Борис Ткаченко, Іван Корнющенко, Юрій Царик, Віктор Терлецький. На 1 січня 1999 року Сумська організація Спілки письменників України мала у своєму складі 18 осіб.
За часи існування членами Спілки видруковано понад 500 окремих книг різних жанрів. З 1992 року організація спільно з видавництвом «Мрія» видає щорічний альманах «Сумщина» У 2023 році вийшов 27-й випуск альманаху. Хрестоматією-посібником стало ювілейне 20-те число з підзаголовком «Література рідного краю: 10-ті роки XXI століття».
Спілка спільно з обласною владою реалізує проєкт «Велика спадщина. Сумщина», в рамках якого надруковані три окремих томи поетичних і прозових творів літераторів Сумщини від початку XX ст. до сьогодення. Окремою серією видаються твори письменників-ювілярів.
У 2024 році започатковано обласний літературний конкурс "Слобожанщина", переможці якого отримають змогу опублікуватися в альманасі "Слобожанщина".
6 квітня 2023 року загальними зборами СОО НСПУ одноголосно було обрано головою організації Сергія П'ятаченка
Станом на січень 2025 року на обліку в Сумській обласній організації НСПУ перебувала 21 особа.

## Склад
| Повноваження голови | Повноваження голови           | Повноваження голови | Повноваження голови |
| №                   | ПІБ                           | Набуття             | Скасування          |
| ------------------- | ----------------------------- | ------------------- | ------------------- |
| 1                   | Столбін Олексій Петрович      | 14.06.1985          | 09.2001             |
| 2                   | Вертіль Олександр Васильович  | 09.2001             | 21.12.2018          |
| 3                   | Герасименко Тамара Миколаївна | 21.12.2018          | 08.04.2023          |
| 4                   | П'ятаченко Сергій Васильович  | 06.04.2023          |                     |

| Склад | Склад                                            | Склад      | Склад      | Склад             |
| №     | ПІБ                                              | Роки життя | Вступ      | Вибуття           |
| ----- | ------------------------------------------------ | ---------- | ---------- | ----------------- |
| 1     | Акіменко Алла Олександрівна                      | 1975       | 23.10.2012 |                   |
| 2     | Багата (Марущенко) Ніна Павлівна                 | 1943       | 25.03.1999 |                   |
| 3     | Бражник Ольга Володимирівна                      |            | 19.10.2021 |                   |
| 4     | Васильченко Євген Дмитрович                      | 1930-2024  | 22.01.1981 | 18.11.2024        |
| 5     | Вертіль Олександр Васильович                     | 1958       | 16.06.1992 |                   |
| 6     | Вечорка Сніжана (Ходзінська Сніжанна Миколаївна) | 1975       | 27.10.2016 |                   |
| 7     | Герасименко (Хвостенко) Тамара Миколаївна        | 1956       | 28.01.1999 |                   |
| 8     | Головченко Іван Петрович                         | 1941       | 21.11.2000 | 29.11.2022        |
| 9     | Гризун Анатолій Пилипович                        | 1948-2018  | 25.05.1984 | 21.05.2018        |
| 10    | Єлишевич Григорій Львович                        | 1948       | 09.12.1993 |                   |
| 11    | Корнющенко Іван Пилипович                        | 1936       | 17.01.1995 | 28.04.2023        |
| 12    | Коршунова Анна (Шевченко Ганна Євгеніївна)       | 1970       | 16.10.2013 |                   |
| 13    | Луговський Анатолій Васильович                   | 1955       | 18.05.1999 |                   |
| 14    | Матузок Любов Петрівна                           | 1961       | 18.10.2018 |                   |
| 15    | Назаренко Юрій Йосипович                         | 1942       | 31.05.1985 |                   |
| 16    | Нестеренко Петро Андрійович                      | 1944       | 2008       | виключено 2023 р. |
| 17    | Пазинич (Паси-Ніч) Василь Федорович              | 1960       | 29.05.2006 |                   |
| 18    | Педяш Олександр Дмитрович                        | 1952-2006  | 14.05.1996 | 18.11.2006        |
| 19    | Петренко Надія Пилипівна                         | 1953       | 24.12.2003 |                   |
| 20    | Позняк Надія Михайлівна                          | 1960       | 29.12.2022 |                   |
| 21    | Поляков Андрій Андрійович                        | 1959       | 23.04.1998 |                   |
| 22    | П'ятаченко Сергій Васильович                     | 1965       | 31.05.2012 |                   |
| 23    | Ромен (Шевченко) Людмила Валентинівна            | 1959       | 30.01.2001 |                   |
| 24    | Скакун Віктор Панасович                          | 1941       | 14.05.1996 |                   |
| 25    | Столбін Олексій Петрович                         | 1922-2020  | 28.05.1974 | 17.11.2020        |
| 26    | Терлецький Віктор Володимирович                  | 1936-2023  | 29.03.2001 | 15.07.2023        |
| 27    | Ткаченко Борис Іванович                          | 1937       | 25.01.1994 | 07.06.2024        |
| 28    | Товстуха Петро Володимирович                     | 1960       | 07.02.2011 | втратив зв'язок   |
| 29    | Фастівець Григорій Федорович                     | 1942-2024  | 18.10.2018 | 01.02.2024        |
| 30    | Царик Юрій Миколайович                           | 1938-2014  | 21.03.1995 | 21.10.2014        |
| 31    | Чубур Василь Васильович                          | 1949       | 31.05.1985 | 01.03.2022        |